# Adolf Meyer (architecte)
Pour les articles homonymes, voir Meyer et Adolf Meyer.
Adolf Meyer (17 juin 1881 à Mechernich – 14 juillet 1929 à Baltrum) fut un architecte allemand. Étudiant et employé de Peter Behrens, Adolf Meyer devint vers 1915 chef de bureau dans l'agence de Walter Gropius, puis un partenaire à part entière. En 1919, Gropius lui donna un poste de maître au Bauhaus, où il enseigna le dessin industriel et la construction technique. Meyer est aussi le coconcepteur avec Gropius de l'usine Fagus et du projet du concours pour la Tribune Tower de Chicago en 1922.
À partir de 1925 il s'installa comme architecte indépendant à Francfort-sur-le-Main.